# Facundo Guerra
Facundo Guerra é um empresário argentino radicado no Brasil e considerado um dos mais bem sucedidos empresários do país. É CEO do grupo Vegas, uma companhia que gerencia casas noturnas no centro de São Paulo.

## Biografia
Facundo Guerra nasceu em Córdoba, na Argentina, mas mudou-se para o Brasil na década de 1990, vindo a residir no pequeno município paulista de Presidente Bernardes.
Estudou Engenharia de alimentos no Instituto Mauá de Tecnologia e possui mestrado e doutorado em ciências políticas.

## Filmografia

### Televisão
| Ano  | Título          | Personagem   | Notas |
| ---- | --------------- | ------------ | ----- |
| 2023 | Shaking the Bar | Apresentador |       |